# Franc Cvetaš
Franc Cvetaš, slovenski inženir strojništva, * 20. avgust 1930, Herserange, Francija -  umrl 2014.

## Življenje in delo
Diplomiral je 1961 na ljubljanski Fakulteti za strojništvo ter 1985 prav tam tudi doktoriral. Leta 1980 je bil na isti fakulteti izvoljen za izrednega profesorja. 